# Breaking Point (1976)
Breaking Point is een Canadees-Amerikaanse misdaadfilm uit 1976 onder regie van Bob Clark, met in de hoofdrollen Bo Svenson, Robert Culp, John Colicos, Belinda Montgomery en Linda Sorenson. De film richt zich sterk op de logistiek van getuigenbescherming, een programma dat in 1971 in de Verenigde Staten werd geïntroduceerd.

## Verhaal
Terwijl hij op een avond met zijn stiefzoon Andy naar huis wandelt, is voormalig marinier en judo-instructeur Michael McBain (Bo Svenson) getuige van een moord. Hoewel hij aanvankelijk aarzelt om de twee daders te identificeren, wordt hij uiteindelijk overgehaald door luitenant Frank Sirriani (Robert Culp). Hij gelooft dat hun proces zal leiden tot de arrestatie van Vincent Karbone (John Colicos), een vooraanstaande bouwmagnaat in Philadelphia en vermoedelijk leider van een van de beruchtste maffiabendes van de stad, tegen wie Sirriani al zes jaar een zaak opbouwt. Ondanks intimidaties getuigt McBain op het proces, maar tot Sirriani's verbazing weigeren de twee daders Karbone als hun werkgever te noemen en wijzen ze de mogelijkheid van een schikking af. Hierdoor blijft Karbone juridisch onaantastbaar.
In de hoop dat de intimidaties nu voorbij zijn, proberen McBain en zijn gezin hun gewone leven weer op te pakken. De intimidatie nemen echter toe, waarbij Karbone van plan is McBain en de rest van zijn gezin te vermoorden om hem tot voorbeeld te stellen.
Na een aanslag op het leven van zijn stiefzoon worden McBain, zijn vrouw Helen (Linda Sorenson), stiefzoon Andy en zus Diana (Belinda Montgomery) onder getuigenbescherming geplaatst en onder een nieuwe identiteit van Philadelphia naar Toronto verhuisd. Helens ex-man Peter (Stephen Young) en Diana's verloofde blijven achter. Wanneer Peter een telefoontje krijgt van zijn zoon Andy met hun nieuwe woonplaats, reist hij naar Toronto om hem te zien en zo komt Karbone McBains nieuwe verblijfplaats te weten. Bovendien laat Karbone Diana's verloofde vermoorden.
Nu de nieuwe identiteit van zijn gezin in gevaar is en hij de moord op de verloofde van zijn zus verneemt, besluit McBain terug te keren naar Philadelphia om Karbone zelf aan te pakken. Nadat McBain een aantal mannen van Karbone heeft gedood, drijft hij Karbone uiteindelijk in het nauw en doodt hem. Daarmee is de bedreiging voor het leven van zijn gezin geneutraliseerd.

## Rolverdeling
| Acteur              | Personage       |
| ------------------- | --------------- |
| Bo Svenson          | Michael McBain  |
| Robert Culp         | Frank Sirrianni |
| John Colicos        | Vincent Karbone |
| Belinda Montgomery  | Diana McBain    |
| Linda Sorenson      | Helen McBain    |
| Stephen Young       | Peter Stratas   |
| Richard M. Davidson | Hirsch          |
| Doug Lennox         | Damoni          |

## Ontvangst
De Radio Times Guide to Films gaf de film één ster op vijf en schreef dat Bo Svenson een soort uitdrukkingsloze voorloper is van collega-Zweed Dolph Lundgren. Jon Abrams van Daily Grindhouse noemde het een saaie, slordige en absoluut routineuze film die probeert mee te profiteren van het succes van wrekerfilms zoals Death Wish die populair waren in de jaren zeventig.